# Liste deutscher Bezeichnungen niederländischer Orte
In dieser Liste werden die deutschen und niederländischen Bezeichnungen niederländischer Orte (Provinzen, Flüsse, Städte etc.) einander gegenübergestellt.

## Provinzen
| Deutsch     | Niederländisch                              | Bemerkungen                                                                   |
| ----------- | ------------------------------------------- | ----------------------------------------------------------------------------- |
| Friesland   | Friesland (offiziell westfriesisch Fryslân) | wird zur Abgrenzung von Ost- und Nordfriesland oft auch Westfriesland genannt |
| Gröningen   | Groningen                                   | ungebräuchliche Bezeichnung, bezieht sich nur auf die namensgebende Stadt     |
| Nordbrabant | Noord-Brabant                               |                                                                               |
| Nordholland | Noord-Holland                               |                                                                               |
| Oberyssel   | Overijssel                                  | selten / veraltet                                                             |
| Seeland     | Zeeland                                     | selten / veraltet                                                             |
| Südholland  | Zuid-Holland                                |                                                                               |
| Ütrecht     | Utrecht                                     | ungebräuchliche Bezeichnung, bezieht sich nur auf die namensgebende Stadt     |

## Flüsse und andere Gewässer
| Deutsch               | Niederländisch    | Bemerkungen                                                                   |
| --------------------- | ----------------- | ----------------------------------------------------------------------------- |
| Bocholter Aa          | Aa-Strang         |                                                                               |
| Ems                   | Eems              |                                                                               |
| Göhl                  | Geul              |                                                                               |
| Grenzaa               | Schoonebeker Diep |                                                                               |
| Issel                 | Oude IJssel       |                                                                               |
| Neue Maas             | Nieuwe Maas       |                                                                               |
| Niederrhein           | Nederrijn         | nicht zu verwechseln mit dem deutschen Niederrhein zwischen Bonn und Emmerich |
| Nordsee               | Noordzee          |                                                                               |
| Rhein                 | Rijn              |                                                                               |
| Rur                   | Roer              |                                                                               |
| Schlinge              | Slinge            |                                                                               |
| Schwalm               | Swalm             |                                                                               |
| Südersee              | Zuidersee         | ehemalige Meeresbucht, entspricht dem heutigen IJsselmeer                     |
| Vechte                | Vecht             |                                                                               |
| Westerwolder Aa       | Westerwoldsche Aa |                                                                               |
| Wurm                  | Worm              |                                                                               |
| Yssel, Eissel         | IJssel            | selten / veraltet                                                             |
| Ysselmeer, Eisselmeer | IJsselmeer        | selten / veraltet                                                             |

## Dörfer, Gemeinden, Städte
Bezeichnungen, die im allgemeinen Gebrauch nicht mehr üblich sind (teilweise aber im historischen), sind kursiv dargestellt.
| Deutsch                                  | Niederländisch         | Gemeinde                       | Provinz     |
| ---------------------------------------- | ---------------------- | ------------------------------ | ----------- |
| Alfheim                                  | Alphen                 | Alphen-Chaam                   | Nordbrabant |
| Alphen am Rhein                          | Alphen aan den Rijn    |                                | Südholland  |
| Altschanz                                | Oudeschans             | Westerwolde                    | Groningen   |
| Amersfurt                                | Amersfoort             |                                | Utrecht     |
| Amstenrath                               | Amstenrade             | Beekdaelen                     | Limburg     |
| Appeldorn                                | Apeldoorn              |                                | Gelderland  |
| Arnheim                                  | Arnhem                 |                                | Gelderland  |
| Asenrath                                 | Asenray                | Roerdalen                      | Limburg     |
| Asterberg                                | Aasterberg             | Roerdalen                      | Limburg     |
| Bad Neuschanz                            | Bad Nieuweschans       | Oldambt                        | Groningen   |
| Bahnenheide                              | Baneheide              | Simpelveld                     | Limburg     |
| Beinheim                                 | Beinum                 | Doesburg                       | Gelderland  |
| Benzenrath                               | Benzenrade             | Heerlen                        | Limburg     |
| Berg an der Maas                         | Berg aan de Maas       | Stein                          | Limburg     |
| Bergheim                                 | Berghem                | Gulpen-Wittem                  | Limburg     |
| Bergenhusen                              | Bergenhuizen           | Eijsden-Margraten              | Limburg     |
| Bernsberg                                | Beersdal               | Heerlen                        | Limburg     |
| Bertzenhoven                             | Beertsenhoven          | Gulpen-Wittem                  | Limburg     |
| Bingelrath                               | Bingelrade             | Beekdaelen                     | Limburg     |
| Bleyenbeck                               | Bleijenbeek            | Bergen                         | Limburg     |
| Bleyerheide                              | Bleijerheide           | Kerkrade                       | Limburg     |
| Blitterswick                             | Blitterswijck          | Venray                         | Limburg     |
| Bodelswerth                              | Bolsward               | Súdwest-Fryslân                | Friesland   |
| Bommerich                                | Bommerig               | Gulpen-Wittem                  | Limburg     |
| Boschenhausen                            | Bosschenhuizen         | Simpelveld                     | Limburg     |
| Bredenbroich                             | Breedenbroek           | Oude IJsselstreek              | Gelderland  |
| Breusterbosch                            | Bruisterbosch          | Eijsden-Margraten              | Limburg     |
| Brock                                    | Westbroek              | Meerssen                       | Limburg     |
| Broich                                   | Gebroek                | Echt-Susteren                  | Limburg     |
| Broichausen                              | Broekhuizen            | Landgraaf                      | Limburg     |
| Broichsittard                            | Broeksittard           | Sittard-Geleen                 | Limburg     |
| Brommeln                                 | Brommelen              | Beekdaelen                     | Limburg     |
| Brumholtz                                | Brumholt               | Leudal                         | Limburg     |
| Brunsheim                                | Brunssum               |                                | Limburg     |
| Büchten                                  | Buchten                | Sittard-Geleen                 | Limburg     |
| Büren                                    | Buren                  |                                | Gelderland  |
| Burgharen                                | Borgharen              | Maastricht                     | Limburg     |
| Butenachen                               | Beutenaken             | Gulpen-Wittem                  | Limburg     |
| Colheim                                  | Kollum                 | Kollumerland en Nieuwkruisland | Friesland   |
| Craubach                                 | Craubeek               | Voerendaal                     | Limburg     |
| Daub                                     | Douvergenhout          | Beekdaelen                     | Limburg     |
| Delfsiel                                 | Delfzijl               |                                | Groningen   |
| Diedeheim                                | Didam                  | Montferland                    | Gelderland  |
| Dielgarten                               | Diergaarde             | Echt-Susteren                  | Limburg     |
| Dornenburg                               | Doornenburg            | Lingewaard                     | Gelderland  |
| Dreiburg                                 | Drieborg               | Oldambt                        | Groningen   |
| Dusburg                                  | Doesburg               |                                | Gelderland  |
| Duttingheim                              | Doetinchem             |                                | Gelderland  |
| Echterbusch                              | Echterbosch            | Echt-Susteren                  | Limburg     |
| Eckelrath                                | Eckelrade              | Eijsden-Margraten              | Limburg     |
| Ehrenstein                               | Erenstein              | Kerkrade                       | Limburg     |
| Eisden                                   | Eijsden                | Eijsden-Margraten              | Limburg     |
| Eitzenrath                               | Etzenrade              | Beekdaelen                     | Limburg     |
| Elkenrath                                | Elkenrade              | Gulpen-Wittem                  | Limburg     |
| Enkhausen                                | Enkhuizen              |                                | Nordholland |
| Enscheid                                 | Enschede               |                                | Overijssel  |
| Eschen                                   | Ten Esschen            | Heerlen                        | Limburg     |
| Etzenberg                                | Etsberg                | Roerdalen                      | Limburg     |
| Euversheim                               | Euverem                | Gulpen-Wittem                  | Limburg     |
| Eysch                                    | Eys                    | Gulpen-Wittem                  | Limburg     |
| Falkenburg an der Göhl (auch Falkenberg) | Valkenburg aan de Geul |                                | Limburg     |
| Finsterwalde                             | Finsterwolde           | Oldambt                        | Groningen   |
| Flingendahl                              | Vlengendaal            | Simpelveld                     | Limburg     |
| Flohdorf                                 | Vlodrop                | Roerdalen                      | Limburg     |
| Fronacker                                | Franeker               | Waadhoeke                      | Friesland   |
| Gasthaus                                 | Gasthuis               | Eijsden-Margraten              | Limburg     |
| Gertrudenberg                            | Geertruidenberg        |                                | Nordbrabant |
| Göhlheim                                 | Geulhem                | Valkenburg aan de Geul         | Limburg     |
| Geverich                                 | Geverik                | Beek                           | Limburg     |
| Glanerbrück(e)                           | Glanerbrug             | Enschede                       | Overijssel  |
| Glehn                                    | Geleen                 | Sittard-Geleen                 | Limburg     |
| Gröningen                                | Groningen              |                                | Groningen   |
| Gronsbeck                                | Groesbeek              | Berg en Dal                    | Gelderland  |
| Gronsfeld                                | Gronsveld              | Eijsden-Margraten              | Limburg     |
| Grunlo                                   | Groenlo                | Oost Gelre                     | Gelderland  |
| Grussen                                  | Groessen               | Duiven                         | Gelderland  |
| Haag (auch Der Haag, Im Haag u. a.)      | Den Haag               |                                | Südholland  |
| Hahnrath                                 | Haanrade               | Kerkrade                       | Limburg     |
| Hatertsche Heide                         | Hatertse Hei           | Nijmegen                       | Gelderland  |
| Heiden                                   | Heijen                 | Gennep                         | Limburg     |
| Heisterbruck                             | Heisterbrug            | Beekdaelen                     | Limburg     |
| Helmund                                  | Helmond                |                                | Nordbrabant |
| Herenberg                                | ’s-Heerenberg          | Montferland                    | Gelderland  |
| Herkenbusch                              | Herkenbosch            | Roerdalen                      | Limburg     |
| Herkenrath                               | Herkenrade             | Eijsden-Margraten              | Limburg     |
| Herlen                                   | Heerlen                |                                | Limburg     |
| Herwarden                                | Heerewaarden           | Maasdriel                      | Gelderland  |
| Herzogenbusch                            | ’s-Hertogenbosch       |                                | Nordbrabant |
| Heyenrath                                | Heijenrath             | Gulpen-Wittem                  | Limburg     |
| Hölle                                    | Helle                  | Gulpen-Wittem                  | Limburg     |
| Holtheim                                 | Houthem                | Valkenburg aan de Geul         | Limburg     |
| Hontheim                                 | Honthem                | Eijsden-Margraten              | Limburg     |
| Horst an der Maas                        | Horst aan de Maas      |                                | Limburg     |
| Humhoven                                 | Humcoven               | Meerssen                       | Limburg     |
| Hunsbroich                               | Hoensbroek             | Heerlen                        | Limburg     |
| Huschensberg                             | Hussenberg             | Meerssen                       | Limburg     |
| Ingberg                                  | Ingber                 | Gulpen-Wittem                  | Limburg     |
| Jabeck                                   | Jabeek                 | Beekdaelen                     | Limburg     |
| Kaffenberg                               | Kaffeberg              | Kerkrade                       | Limburg     |
| Kahlheide                                | Kaalheide              | Kerkrade                       | Limburg     |
| Kaldenborn                               | Caumer                 | Heerlen                        | Limburg     |
| Kaydenberg                               | Camerig                | Vaals                          | Limburg     |
| Kievermund                               | Chevremont             | Kerkrade                       | Limburg     |
| Kirchrath                                | Kerkrade               |                                | Limburg     |
| Klosterrath                              | Rolduc                 | Kerkrade                       | Limburg     |
| Königsbusch                              | Koningsbosch           | Echt-Susteren                  | Limburg     |
| Kothausen                                | Cottessen              | Vaals                          | Limburg     |
| Krimpen an der Yssel                     | Krimpen aan den IJssel |                                | Südholland  |
| Kunrath                                  | Kunrade                | Voerendaal                     | Limburg     |
| Landsrath                                | Landsrade              | Gulpen-Wittem                  | Limburg     |
| Libeck                                   | Libeek                 | Eijsden-Margraten              | Limburg     |
| Linden                                   | Linne                  | Maasgouw                       | Limburg     |
| Marland                                  | Maarland               | Eijsden-Margraten              | Limburg     |
| Meersen                                  | Meerssen               |                                | Limburg     |
| Meisenbroich                             | Meezenbroek            | Heerlen                        | Limburg     |
| Melich                                   | Melick                 | Roerdalen                      | Limburg     |
| Merheim                                  | Merum                  | Roermond                       | Limburg     |
| Merkelbach                               | Merkelbeek             | Beekdaelen                     | Limburg     |
| Merlenbroich                             | Meerlebroek            | Beesel                         | Limburg     |
| Meterich                                 | Meterik                | Horst aan de Maas              | Limburg     |
| Millingen am Rhein                       | Millingen aan de Rijn  | Berg en Dal                    | Gelderland  |
| Milsbeck                                 | Milsbeek               | Gennep                         | Limburg     |
| Mingersborn                              | Mingersborg            | Voerendaal                     | Limburg     |
| Münsterglehn                             | Munstergeleen          | Sittard-Geleen                 | Limburg     |
| Musschenbroich                           | Musschemig             | Heerlen                        | Limburg     |
| Nagelbeck                                | Nagelbeek              | Beekdaelen                     | Limburg     |
| Nederheim                                | Neerhem                | Valkenburg aan de Geul         | Limburg     |
| Neuenhagen                               | Nieuwenhagen           | Landgraaf                      | Limburg     |
| Neu Schönebeck                           | Nieuw-Schoonebeek      | Emmen                          | Drenthe     |
| Neustadt                                 | Nieuwstadt             | Echt-Susteren                  | Limburg     |
| Nichterich                               | Niftrik                | Wijchen                        | Gelderland  |
| Nierbeck                                 | Neerbeek               | Beek                           | Limburg     |
| Niesweiler                               | Nijswiller             | Gulpen-Wittem                  | Limburg     |
| Nimwegen (älter auch Neumegen)           | Nijmegen               |                                | Gelderland  |
| Nordebach                                | Noorbeek               | Eijsden-Margraten              | Limburg     |
| Obergöhl                                 | Overgeul               | Gulpen-Wittem                  | Limburg     |
| Oirsbeck                                 | Oirsbeek               | Beekdaelen                     | Limburg     |
| Oldensiel                                | Oldenzaal              |                                | Overijssel  |
| Ostburg                                  | Oostburg               | Sluis                          | Zeeland     |
| Osterholt                                | Oosterhout             |                                | Nordbrabant |
| Osterwick                                | Oisterwijk             |                                | Nordbrabant |
| Otmarsen                                 | Ootmarsum              | Dinkelland                     | Overijssel  |
| Partey                                   | Partij                 | Gulpen-Wittem                  | Limburg     |
| Peipsacken                               | Pesaken                | Gulpen-Wittem                  | Limburg     |
| Pöth                                     | Puth                   | Beekdaelen                     | Limburg     |
| Recken                                   | Rekken                 | Berkelland                     | Gelderland  |
| Reichel                                  | Rijkel                 | Beesel                         | Limburg     |
| Rennenberg                               | Rennemig               | Heerlen                        | Limburg     |
| Rickholt                                 | Rijckholt              | Eijsden-Margraten              | Limburg     |
| Rimmerstock                              | Reijmerstok            | Gulpen-Wittem                  | Limburg     |
| Rittersbeck                              | Retersbeek             | Voerendaal                     | Limburg     |
| Roth                                     | Rott                   | Vaals                          | Limburg     |
| Rotheim                                  | Rothem                 | Meerssen                       | Limburg     |
| Rotheim                                  | Rossum                 | Maasdriel                      | Gelderland  |
| Rurmund                                  | Roermond               |                                | Limburg     |
| Ryswick                                  | Rijswijk               |                                | Südholland  |
| Sandberg                                 | Zandberg               | Simpelveld                     | Limburg     |
| Sankt Margrathen                         | Margraten              | Eijsden-Margraten              | Limburg     |
| Sankt Odilienberg                        | Sint Odiliënberg       | Roerdalen                      | Limburg     |
| Sankt Philippsland                       | Sint Philipsland       | Tholen                         | Zeeland     |
| Sedeheim                                 | Zeddam                 | Montferland                    | Limburg     |
| Schatberg                                | Schaesberg             | Landgraaf                      | Limburg     |
| Schietehoven                             | Schietecoven           | Meerssen                       | Limburg     |
| Schinfeld                                | Schinveld              | Beekdaelen                     | Limburg     |
| Schönborn                                | Schoonbron             | Valkenburg aan de Geul         | Limburg     |
| Schönebeck                               | Schoonebeek            | Emmen                          | Drenthe     |
| Schönhoven                               | Schoonhoven            | Krimepenerwaard                | Südholland  |
| Schwalmen                                | Swalmen                | Roermond                       | Limburg     |
| Schwartenmeer                            | Zwartemeer             | Emmen                          | Drenthe     |
| Schwier                                  | Sweyer                 | Simpelveld                     | Limburg     |
| Siebenhaar                               | Zevenaar               |                                | Gelderland  |
| Simpelfeld                               | Simpelveld             |                                | Limburg     |
| Sinselbach                               | Sinselbeek             | Gulpen-Wittem                  | Limburg     |
| Spaubeck                                 | Spaubeek               | Beek                           | Limburg     |
| Speckholzerheide                         | Spekholzerheide        | Kerkrade                       | Limburg     |
| Spyck                                    | Spijk                  | Zevenaar                       | Gelderland  |
| Staatensiel                              | Statenzijl             | Oldambt                        | Groningen   |
| Stadtskanal                              | Stadskanaal            |                                | Groningen   |
| Steinwick                                | Steenwijk              | Steenwijkerland                | Overijssel  |
| Stephanswerth                            | Stevensweert           | Maasgouw                       | Limburg     |
| Stockheim                                | Stokhem                | Gulpen-Wittem                  | Limburg     |
| Stockum                                  | Stokkum                | Montferland                    | Limburg     |
| Straubach                                | Strabeek               | Valkenburg aan de Geul         | Limburg     |
| Streithagen                              | Strijthagen            | Landgraaf                      | Limburg     |
| Süstern                                  | Susteren               | Echt-Susteren                  | Limburg     |
| Termuntersiel                            | Termunterzijl          | Eemsdelta                      | Groningen   |
| Tretbach                                 | Treebeek               | Brunssum                       | Limburg     |
| Übergeul                                 | Overgeul               | Gulpen-Wittem                  | Limburg     |
| Ütrecht (auch Uetrecht)                  | Utrecht                |                                | Utrecht     |
| Uhlenstraten                             | Ulestraten             | Meerssen                       | Limburg     |
| Urmund                                   | Urmond                 | Stein                          | Limburg     |
| Villen                                   | Vijlen                 | Vaals                          | Limburg     |
| Visserwerth                              | Visserweert            | Echt-Susteren                  | Limburg     |
| Vorst                                    | Voorst                 | Roerdalen                      | Limburg     |
| Wahlweiler                               | Wahlwiller             | Gulpen-Wittem                  | Limburg     |
| Wailbroich                               | Waalbroek              | Simpelveld                     | Limburg     |
| Walheim                                  | Walem                  | Valkenburg aan de Geul         | Limburg     |
| Warnsfeld                                | Warnsveld              | Zutphen                        | Gelderland  |
| Waubach                                  | Ubach over Worms       | Landgraaf                      | Limburg     |
| Weiler                                   | Wijlre                 | Gulpen-Wittem                  | Limburg     |
| Weiler                                   | Wieler                 | Roermond                       | Limburg     |
| Weinberg                                 | Wijnbergen             | Doetinchem                     | Gelderland  |
| Werth                                    | Weert                  |                                | Limburg     |
| Wesheim                                  | Wessem                 | Maasgouw                       | Limburg     |
| Weustenrath                              | Weustenrade            | Voerendaal                     | Limburg     |
| Wyck-Dürstede                            | Wijk bij Duurstede     |                                | Utrecht     |
| Wilhelmstadt                             | Willemstad             | Moerdijk                       | Nordbrabant |
| Winantsrath                              | Wijnandsrade           | Beekdaelen                     | Limburg     |
| Windschotten                             | Winschoten             | Oldambt                        | Groningen   |
| Winterswick                              | Winterswijk            |                                | Gelderland  |
| Wolfshaus                                | Wolfshuis              | Eijsden-Margraten              | Limburg     |
| Zelheim                                  | Zelhem                 | Bronckhorst                    | Gelderland  |
| Zierksee                                 | Zierikzee              | Schouwen-Duiveland             | Zeeland     |
| Zütphen                                  | Zutphen                |                                | Gelderland  |